# Tryblidiida
Tryblidiida es un taxón de moluscos monoplacóforos que contiene solo a los representantes vivientes del grupo. Existen actualmente 29 especies vivientes que habitan el océano en profundidades de entre 175 y 6,400 metros.

## Historia de los descubrimientos
El primer monoplacóforo capturado vivo fue Veleropilina zografi en 1896, aunque en ese momento fue descripto como una lapa verdadera (Archaeogastropoda), debido al aspecto pateliforme (con forma de lapa) de su concha. Recién 87 años más tarde, en 1983, se reveló que esta especie era un monoplacóforo.
En abril de 1952, un espécimen de un monoplacóforo viviente fue recogido a gran profundidad, en la Fosa mesoamericana, a la altura de la costa pacífica de Costa Rica. En 1957 esa especie fue descripta y recibió el nombre de Neopilina galatheae por su descubridor, el biólogo danés Henning Mourier Lemche (1904-1977). Un especialista ha llamado a este descubrimiento "una de las más grandes sensaciones del siglo [XX]". Para 2008, ya se conocían 31 especies vivientes, descubiertas en aguas con profundidades desde 200 metros hasta fondos hadales, o incluso más de 6,000 metros en las trincheras oceánicas más profundas.
El primer espécimen fotografiado vivo pertenece a la especie Vema hyalina. Fue observado a una profundidad de 400 metros mar afuera de la Isla Catalina, California, en 1977. Los científicos postulan que el taxon Monoplacophora es probablemente polyphylético y han propuesto que se incluya a todos los miembros vivientes en el orden Tryblidiida.
En 1989 se describieron fósiles del Pleistoceno medio en Italia, que parecen ser idénticos a la especie viviente Micropilina minuta.

## Anatomía

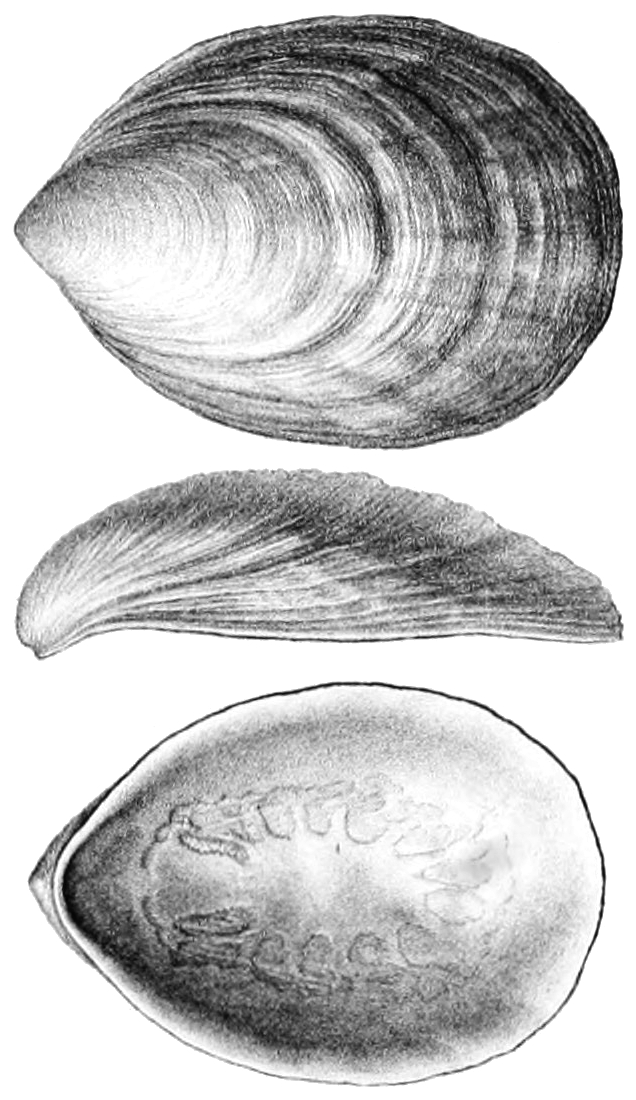
Dibujo de la concha de Pilina unguis. Región de la cabeza hacia la izquierda.

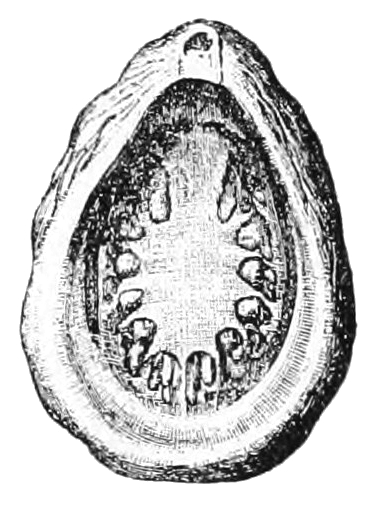
Vista ventral de la concha (fósil) de Tryblidium reticulatum Lindström, 1880. Se pueden observar marcas de inserciones musculares. La región de la cabeza está en la parte superior del dibujo. La longitud de concha es 43 mm.

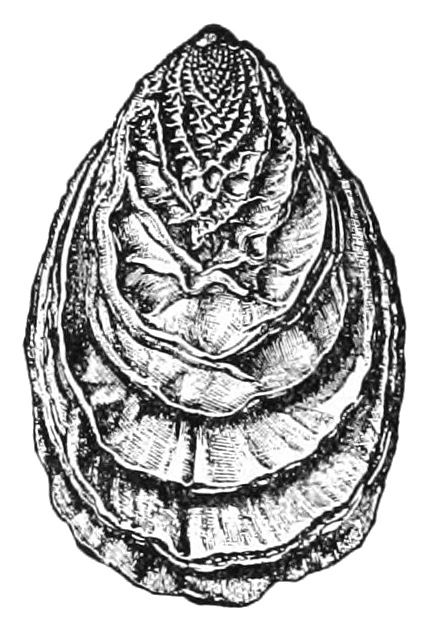
Vista dorsal de la concha de Tryblidium reticulatum.

Se sabe poco sobre los monoplacóforos. La concha, única, es plana, redondeada y bilateral, normalmente delgada y frágil; varía en tamaño entre 3 y 30 milímetros (en especies recientes). El umbón de la concha está en el extremo anterior. Las conchas fósiles exhiben una serie de marcas de inserciones musculares en el lado interior, que sugieren la presencia de metamería; de hecho, en los monoplacóforos vivientes, se puede observar que los segmentos corporales exhiben una repetición de serial de riñones, branquias y estructuras reproductivas. Este aspecto fue utilizado como evidencia de segmentación verdadera, a partir de lo cual se propuso que este grupo sería un "eslabón perdido" entre molluscos y anélidos. Estudios más recientes han mostrado que la repetición de estos órganos es secundaria, es decir, adquirida desde un ancestro sin metamería.
Los monoplacóforos se movilizan a partir de un pie redondeado. Sus cabezas, reducidas, carecen de ojos o tentáculos.
La cavidad de manto forma un surco con forma de herradura alrededor del pie muscular, similar a los quitones, y contiene cinco o seis branquias de cada lado. La boca por debajo, entre los extremos finales del surco, mientras que el ano abre en el extremo posterior. Del mismo modo que los quitones, los monoplacóforos poseen un órgano sensorial subradular, así como un rádula para raspar el alimento. Un pliegue de tejido ciliado rodea la boca por delante y a los lados, mientras un pliegue más pequeño, conteniendo algunos tentáculos, se ubica por detrás. El estómago contiene una estructura denominada estilo, que se proyecta desde un divertículo, o "saco del estilo".
La boca tiene un labio con forma de "V" delante, y tentáculos, los cuales tienen varias formas y diseños en diferentes especies.
El corazón está dividido a dos mitades iguales, cada una con su propia aurícula, ventrículo y aorta. La aorta izquierda, recta, se fusiona poco después salir del corazón, y lleva sangre al sistema circulatorio abierto. Hay seis pares de órganos excretores o nefridios, que evacúan hacia la cavidad de manto.
El sistema nervioso tiene pequeño ganglio alrededor del esófago del que se despreden dos pares de cordones principales que corren a lo largo del cuerpo; uno de ellos inerva el pie, y el otro los órganos viscerales. Al igual que en los quitones, estos cordones nerviosos principales están conectados por una serie de nervios laterales, de manera que el diseño del sistema nervioso aparenta una escalera.
Hay dos pares de gónadas, los cuales liberan gametos al agua a través de uno de los pares de nefridios. Los sexos son separados, y la fertilización es externa.

## Ecología

### Hábitat
Los monoplacóforos son habitantes del bentos marino, con una amplia extensión geográfica. La mayor parte de las especies provienen de aguas profundas (1800- 6500 metros), aunque que varias especies fueron encontradas en aguas más superficiales, hasta los 200 metros.

### Hábitos alimenticios
Se presume que los integrantes de este grupo se aliemntan de organismos microscópicos presentes en el barro o en detritos del fondo marino.

## Taxonomía de especies actuales
Orden Tryblidiida
- Familia Laevipilinidae
  - Género Laevipilina J. H. McLean, 1979
    - Especie Laevipilina antarctica Warén & Hain, 1992
    - Especie Laevipilina cachuchensis Urgorri, García-Alvarez & Luque, 2005[11]
    - Especie Laevipilina hyalina J. H. McLean, 1979
    - Especie Laevipilina rolani Warén & Bouchet, 1990
    - Especie Laevipilina theresae Schrödl, 2006
- Familia Micropilinidae
  - Género Micropilina Warén, 1989
    - Especie Micropilina arntzi Warén & Hain, 1992
    - Especie Micropilina minuta Warén, 1989
    - Especie Micropilina rakiura Marshall, 1998
    - Especie Micropilina reingi Marshall, 2006
    - Especie Micropilina tangaroa Marshall, 1992
    - Especie Micropilina wareni Marshall, 2006
- Familia Monoplacophoridae
  - Género Monoplacophorus Moskalev, Starobogatov & Filatova, 1983
    - Especie Monoplacophorus zenkevitchi Moskalev, Starobogatov & Filatova, 1983
- Familia Neopilinidae
  - Género Adenopilina Starobogatov & Moskalev, 1987
    - Especie Adenopilina adenensis (Tebble, 1967)

  - Género Neopilina H. Lemche, 1957
    - Especie Neopilina bruuni Menzies, 1968
    - Especie Neopilina galatheae Lemche, 1957
    - Especie Neopilina rebainsi Moskalev, Starobogatov & Filatova, 1983

  - Género Rokopella Starobogatov & Moskalev, 1987
    - Especie Rokopella brummeri Goud & Gittenberger, 1993
    - Especie Rokopella capulus Marshall, 2006
    - Especie Rokopella euglypta (Dautzenberg & Fischer, 1897)
    - Especie Rokopella goesi (Warén, 1988)
    - Especie Rokopella oligotropha (Rokop, 1972)
    - Especie Rokopella segonzaci Warén & Bouchet, 2001

  - Género Veleropilina Starobogatov & Moskalev, 1987
    - Especie Veleropilina reticulata (Seguenza, 1876)
    - Especie Veleropilina veleronis (Menzies & Layton, 1963)
    - Especie Veleropilina zografi (Dautzenberg & Fischer, 1896)

  - Género Vema (Clarke & Menzies, 1959)
    - Especie Vema bacescui (Menzies, 1968)
    - Especie Vema ewingi (Clarke & Menzies, 1959)
    - Especie Vema hyalina
    - Especie Vema levinae Warén, 1996
    - Especie Vema occidua Marshall, 2006